# 空中小姐 (电视剧)
空中小姐（日语：スチュワーデス物語）是1983-1984年在日本東京TBS電視台的電視劇。

## 剧情
高中畢業生松本千秋（扮演）的父親是日本航空的飛行員，她自己也立志要當一名空中小姐。在嚴酷的訓練中，千秋愛上了村泽浩教官（風間杜夫扮演）。村沢教官的前未婚妻真理子仍然愛著村泽，對千秋大膽的愛表現出極度厭惡，並想方設法破壞千秋與教官之間的感情。

## 原作
同名小說的作者深田祐介，曾獲得直木賞，是原日本航空社員。

## 製作
- 製片人：野添和子、野村清
- 導演：國原俊明、増村保造、瀬川昌治
- 腳本：安本莞二、加瀬高之

## 主題曲・插曲
主題曲「ホワット・ア・フィーリング」
演唱：麻倉未稀
美國電影《Flashdance》主題曲《Flashdance... What a Feeling》的日文版翻唱。儘管原曲本身在其他國家是因電影「Flashdance」而受到了轟動，但在日本卻被當作了這部作品的主題曲，因此有時也被稱為「《空中小姐》之歌」。
插曲「100℃でHEARTBEAT」
演唱：風間杜夫
風間杜夫的歌手的代表組。劇中這首歌被用作空姐練習生跳舞的場景。原曲是「生存者」歌曲「AMERICAN HEARTBEAT」。
本片的中国引进版片尾曲为山口百惠的《「スター誕生」AGAIN》。

## 演员表
- 松本千秋-（主人公/478期）
- 村沢浩（478期擔當教官）-風間杜夫
- 新藤真理子（教官的前未婚妻）-
- 柿野竜太（客室訓練部課長）-石立鉄男
- 火山さと子（479期擔當教官）-秋野暢子
- 石田信子（同期訓練生）-高樹澪
- 木下さやか（同期訓練生）-山咲千里
- 中島友子（同期訓練生）-
- 池田兼子（同期訓練生）-
- 落合克美（同期訓練生）-
- 松本誠治（主人公継父）-長門裕之
- 松本弓子（主人公生母）-吉行和子